# Kultura Olmeków

Położenie miejscowości Olmeków

Ślady osad ludzkich w Ameryce, szacowane na lata 1600-900 p.n.e., znalezione na obszarach Wyżyny Meksykańskiej, przylegających do Zatoki Meksykańskiej. Zamieszkiwały je plemiona indiańskie nazwane umownie Olmekami, prowadzące pierwotnie na wpół koczowniczy tryb życia. Nie znali koła i nie używali zwierząt jucznych. Trudnili się rybołówstwem, myślistwem, także rolnictwem. Uprawiali dynię, fasolę, bawełnę, a głównie kukurydzę, której początki uprawy w Ameryce szacuje się na ok. 2700 r. p.n.e. Posiadali też umiejętność tkactwa i garncarstwa.

## Sztuka Olmeków

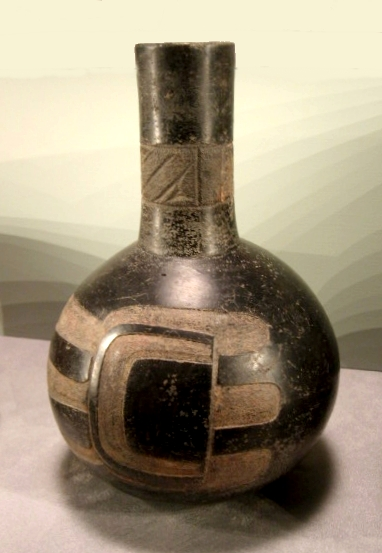
Butelka w stylu olmeckim z Las Bocas (1100–800 p.n.e.)

Początki sztuki olmeckiej datowane są na 1200 r. p.n.e., najważniejsze stanowiska archeologiczne związane z Olmekami to San Lorenzo Tenochtitlán, La Venta, Tres Zapotes oraz Cerro de las Mesas.

### Rzeźba
Olmekowie rzeźbili w kamieniu – bazalcie, jadeicie, serpentynicie lub nefrycie oraz w glinie. Wśród znalezisk olmeckich natrafiono także na drobne wyroby: biżuterię, posążki i figurki zwierząt i ludzi.
Bazalt był sprowadzany z odległości ponad 80 km, z gór Tuxtla, obsydian z gór Gwatemali (np.  El Chayal  lub San Martín Jilotepeque) lub ze stanu Puebla, z odległości 200 do 400 km. Również jadeit, serpentynit ani nefryt nie występują w miejscu rozwoju cywilizacji olmeckiej. Olmekowie szczególnie wysoko cenili jadeit.

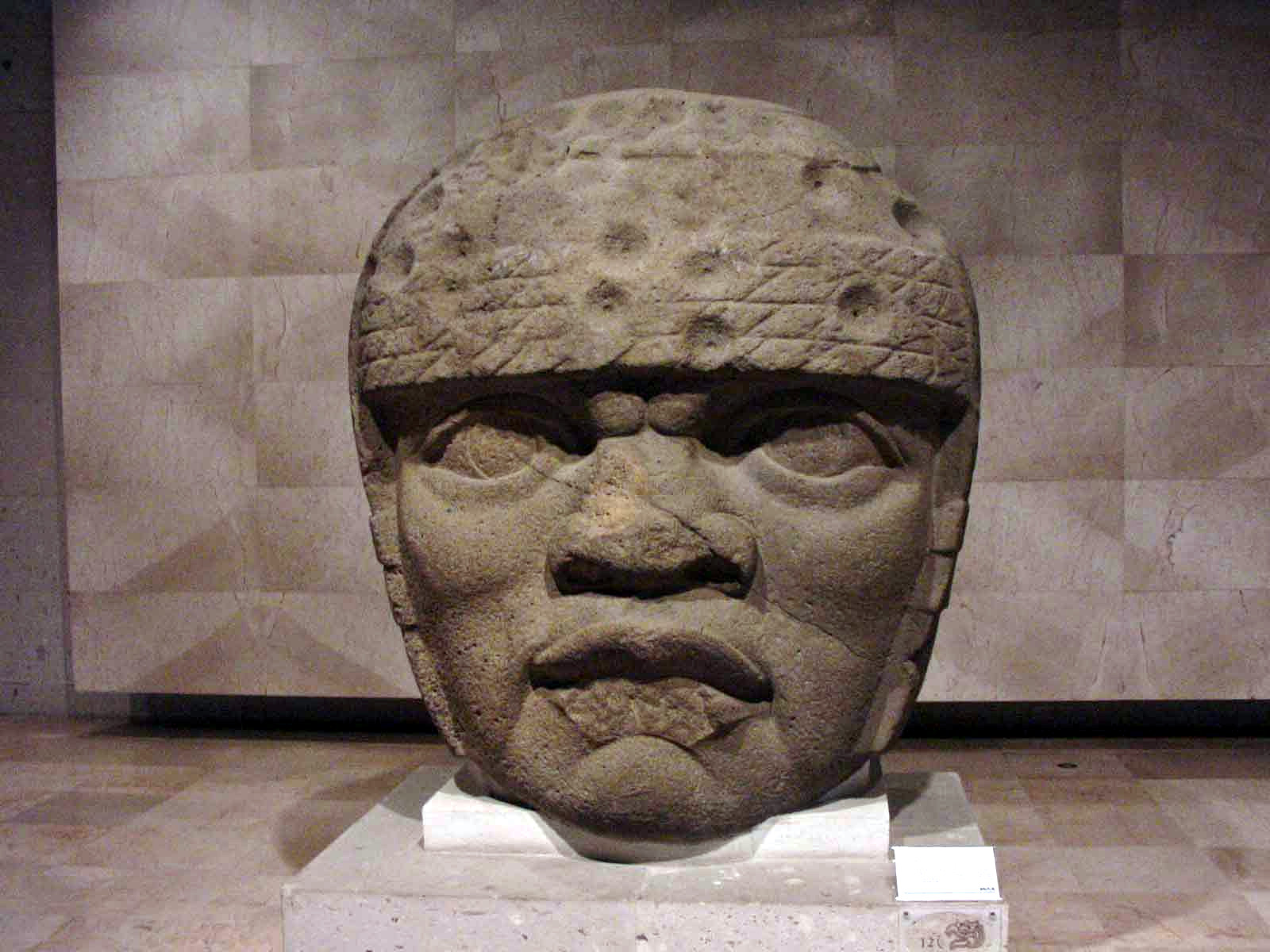
Głowa olmecka nr 3 z San Lorenzo Tenochtitlán (1200–900 p.n.e.)
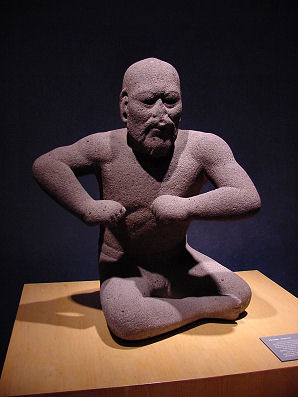
Statuetka olmecka (1400–400 p.n.e.)
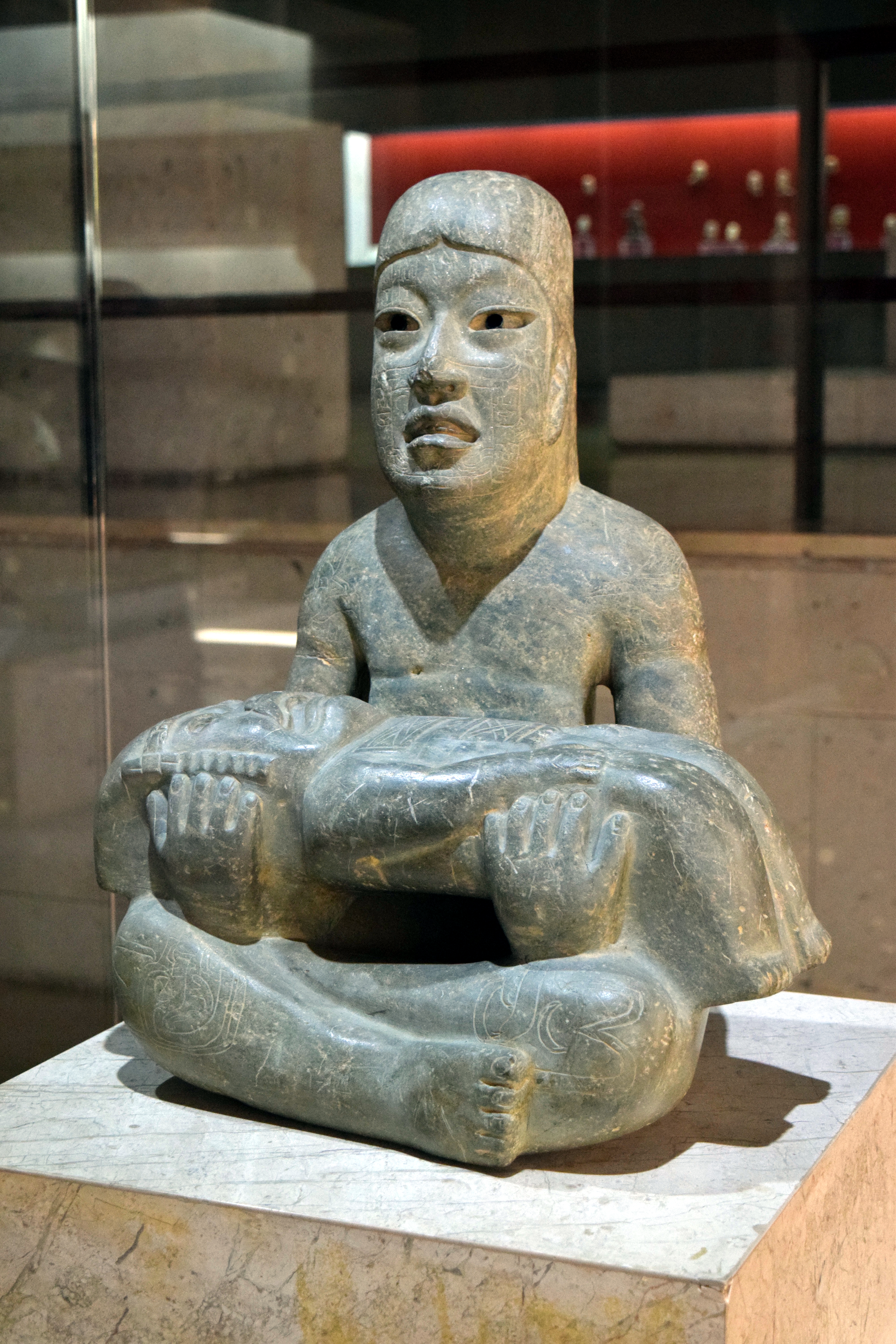
Figurka z Las Limas
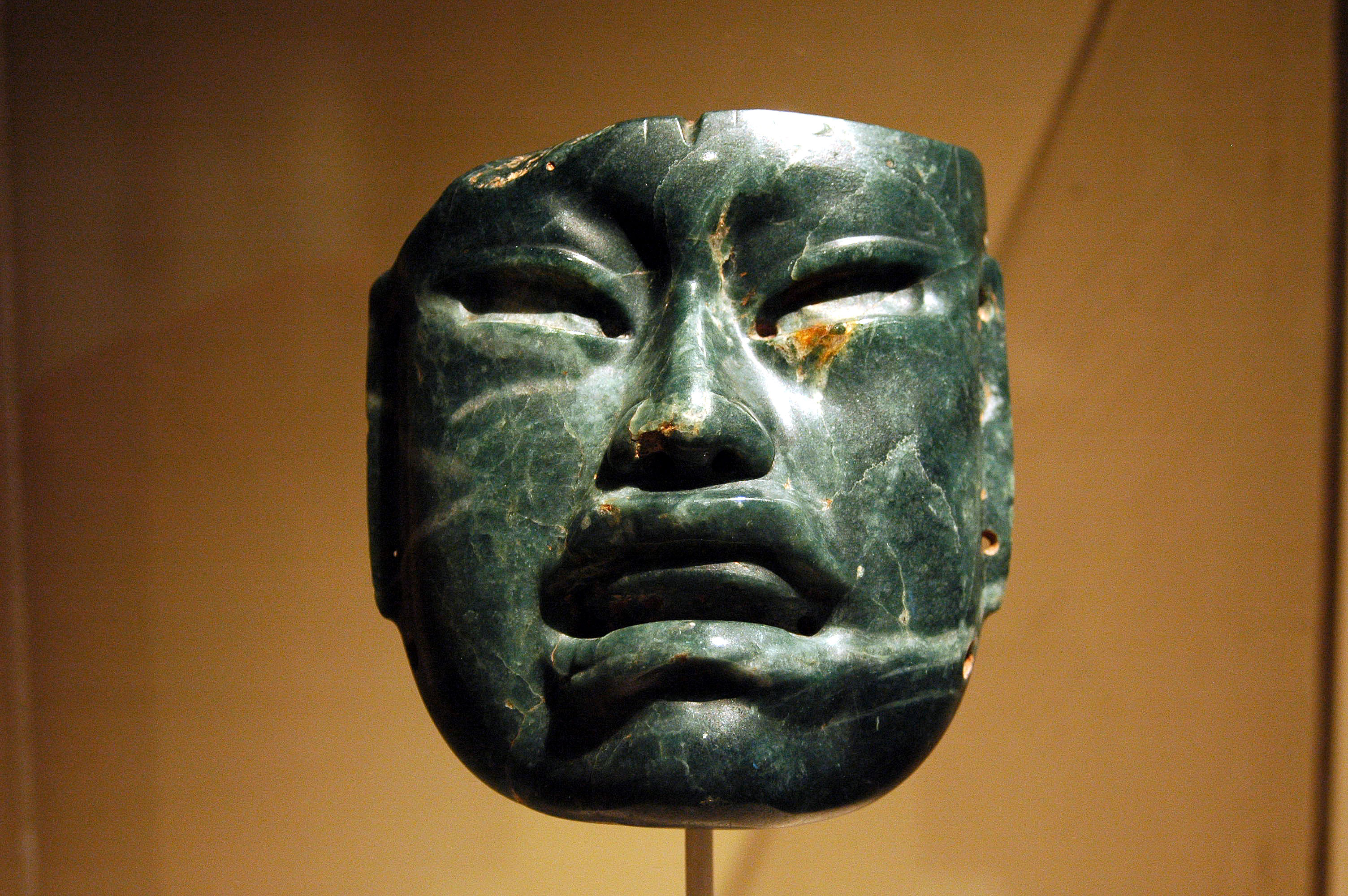
Olmecka maska jadeitowa (1000–600 p.n.e.)
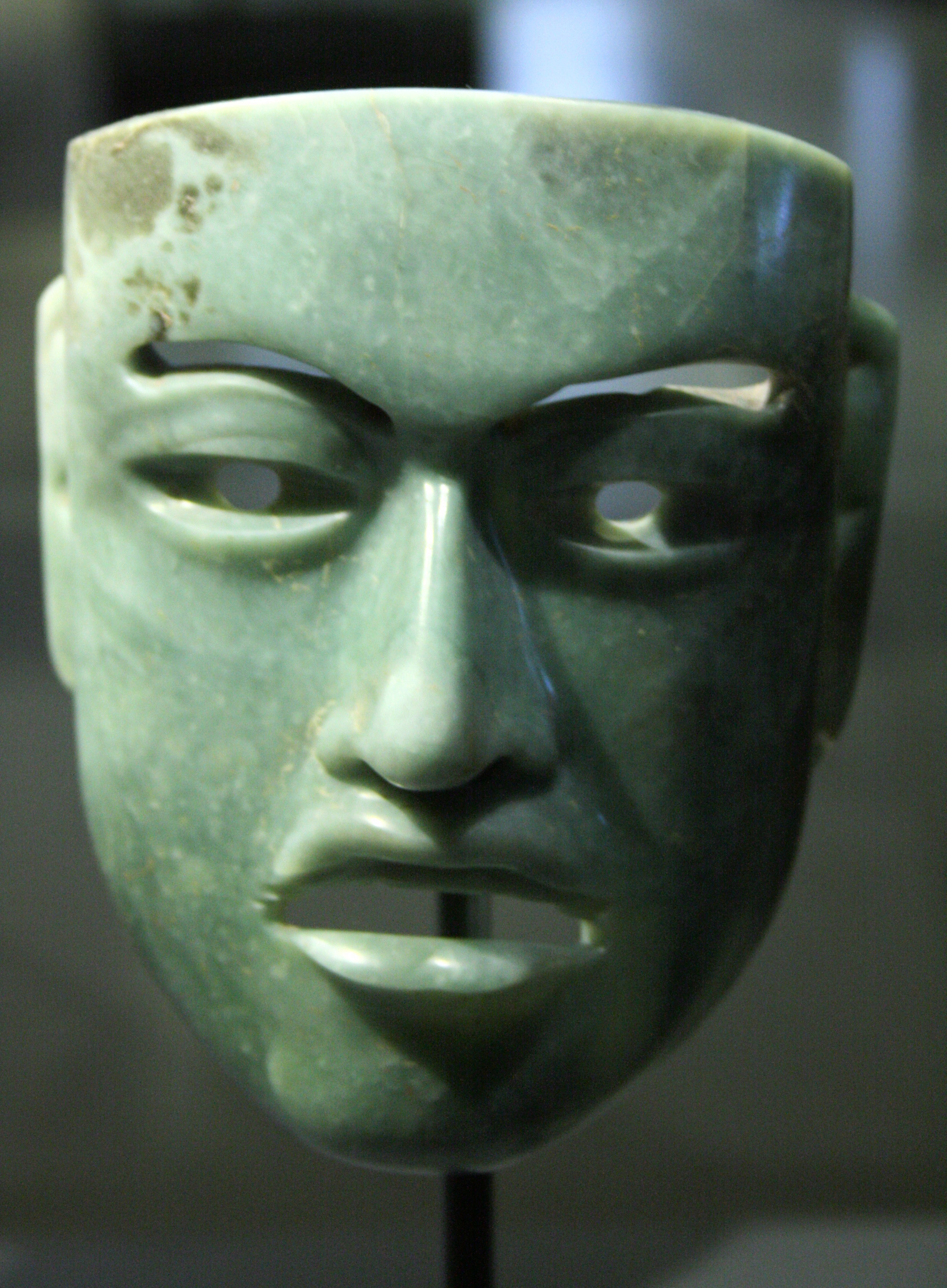
Olmecka maska jadeitowa
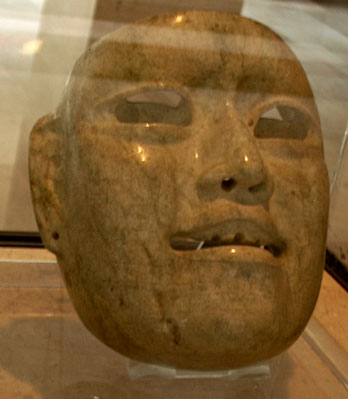
Olmecka maska jadeitowa
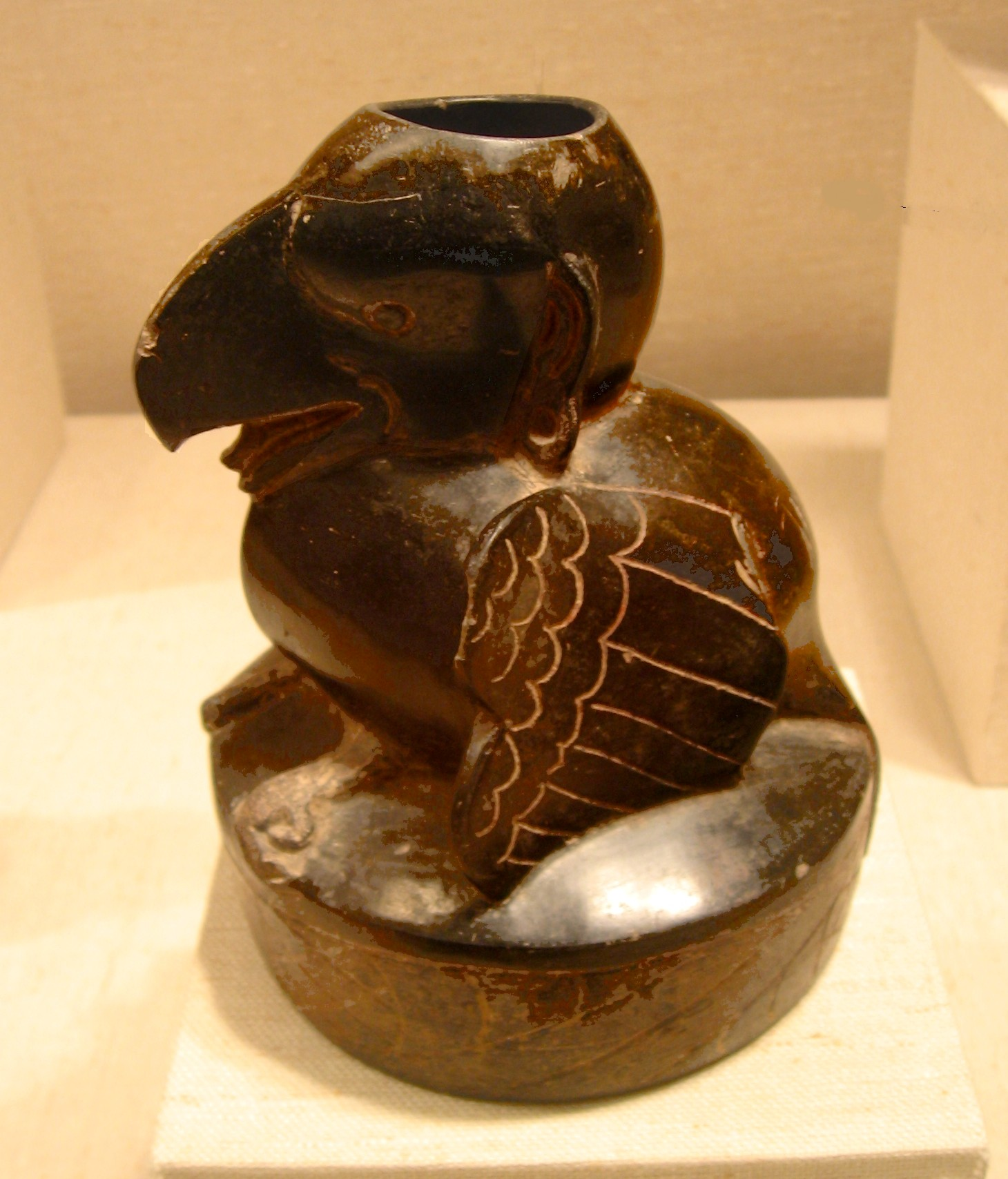
Olmecka figurka ptaka (XII-IX w. p.n.e.)

### Kamienne głowy

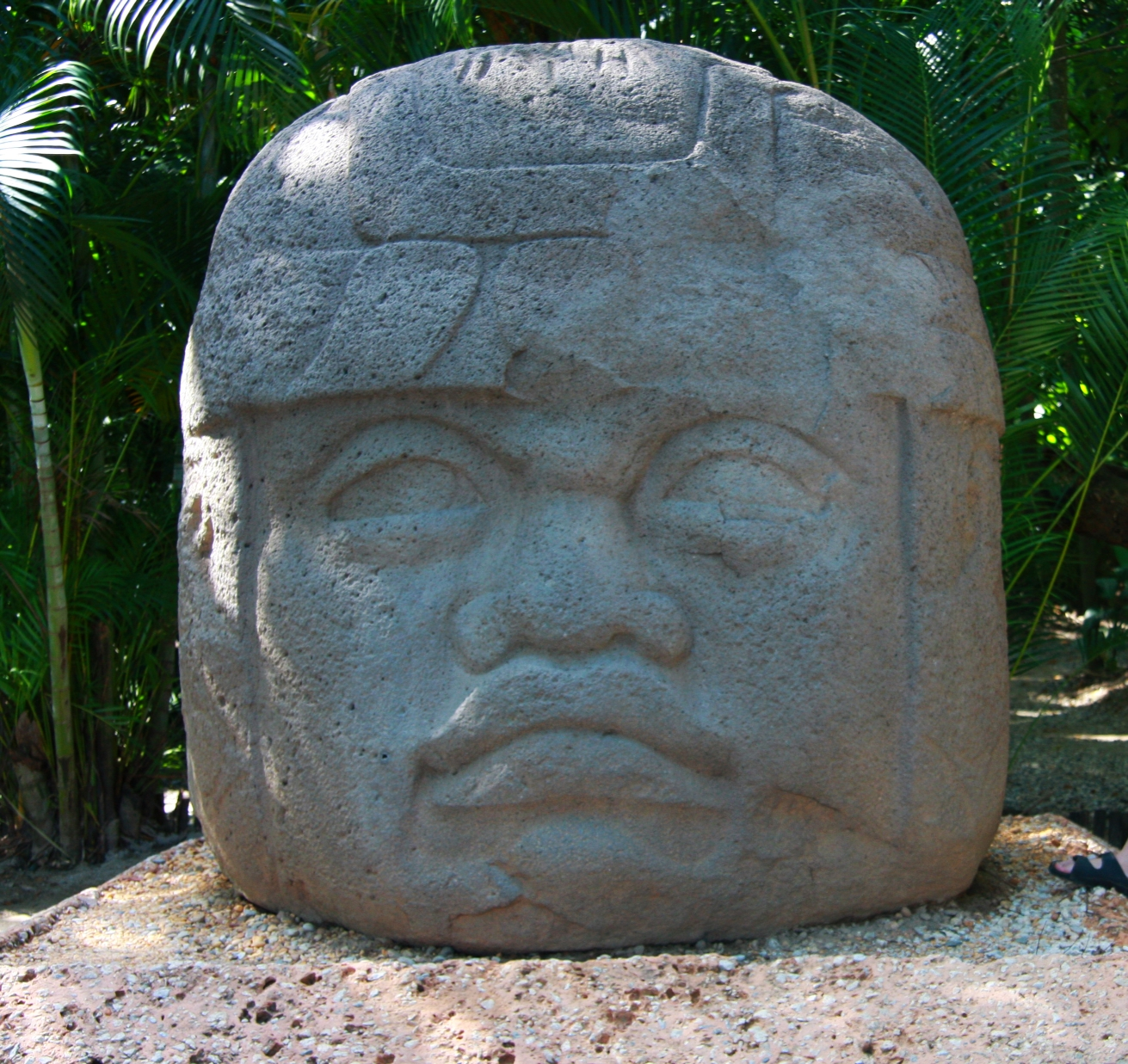
Głowa olmecka – skansen w La Venta

Z kulturą olmecką związane są ogromne głowy wykonane w kamieniu (są to być może wizerunki kapłanów Jaguara), wykonane z bazaltu.

### Religia
Z okresem rozwoju kultury olmeckiej związane jest powstanie religii wraz z panteonem bóstw przejętych później z różnymi modyfikacjami przez inne kultury Ameryki, narodziny państwa teokratycznego i hierarchizację społeczeństwa. Sądząc po ilości wyobrażeń ważną postacią związaną z mitologią olmecką był jaguar, najprawdopodobniej symbol sił natury. Przedstawiano go jako całą postać, głowę, paszczę lub człowieka z głową jaguara o ludzkiej twarzy. W La Venta odnaleziono maskę jaguara zrobioną jako mozaika z serpentynu. Zagadkowe jest ukrycie jej pod grubą warstwą cegieł (adobe). Pod cegłami natrafiono na warstwę 47 siekier z serpentynitu ułożonych na krzyż, na mozaice.

### Piramidy

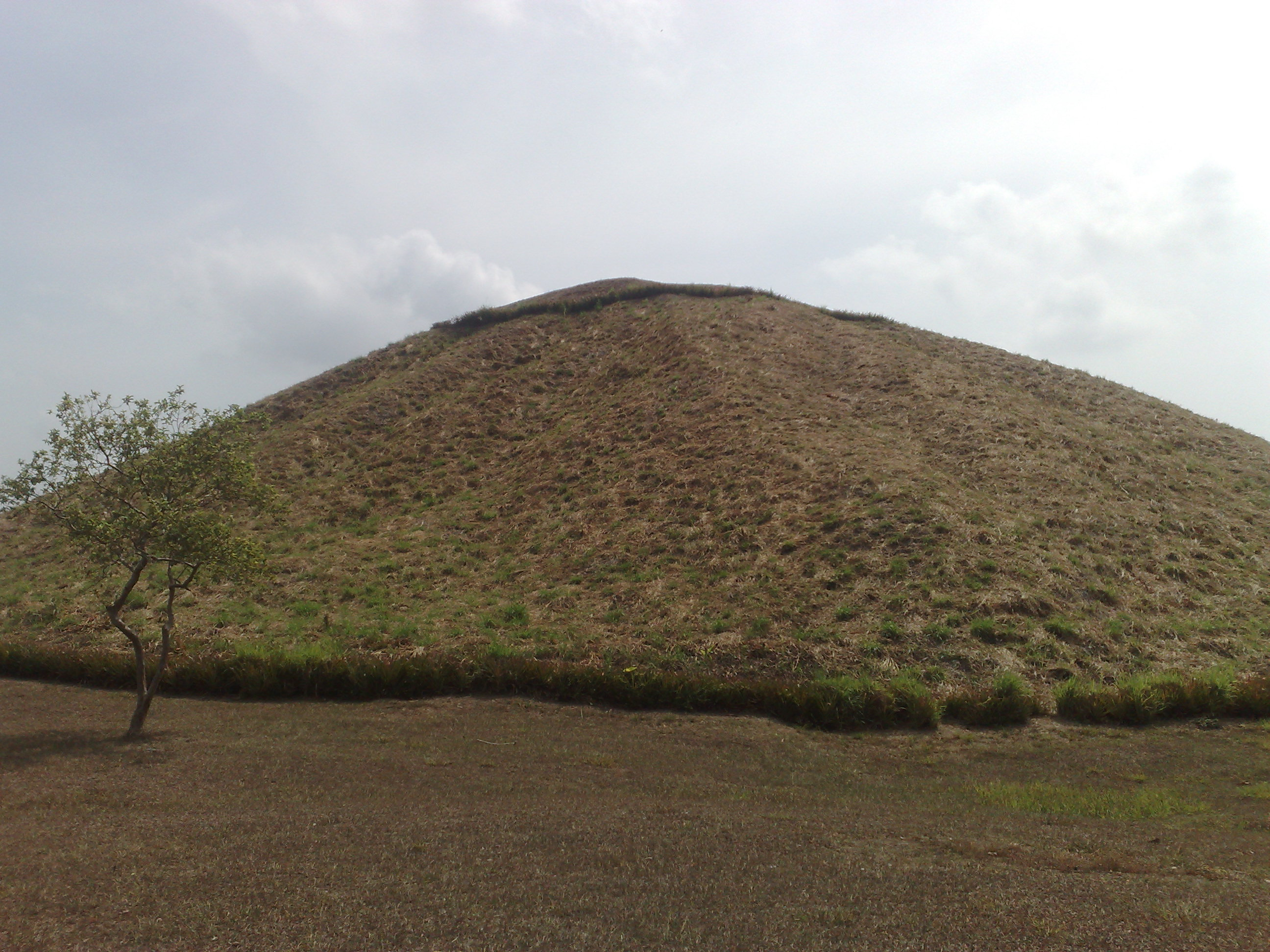
Wielka piramida w La Venta

Z tego okresu pochodzą też najstarsze stele kamienne i ołtarze. Olmekowie wznosili też platformy i postumenty z ubitej ziemi, często zmieszanej z cegłami adobe, przykryte płytami kamiennymi. Najstarsza piramida schodkowa została odkryta w Cuicuilco (w Meksyku). Jest to budowla na planie koła o średnicy 135,0 m i wysokości 20,0 m, na szczycie stał ołtarz lub świątynia. Piramida schodkowa pobudowana została także w La Venta. Niezbyt dokładnie jest znana rola tych piramid. Wiązane są najczęściej z symbolem nieba – siedziby bogów. Jednak po odkryciu w latach 1949–1952, pod piramidą Świątyni Inskrypcji w Palenque grobowca pogląd ten nie może być uznawany za ostateczny.

### Rytualna gra w piłkę
Olmekowie zbudowali pierwsze boisko do rytualnej gry w piłkę (ullamalitzli).

### Pismo
Z regionem Oaxaca (ok. 800 r. p.n.e.) wiąże się powstanie pisma "glificznego", jeszcze nie w pełni odczytanego. Stąd kultura Olmeków jest słabo rozpoznana.

## Wpływ na równoległe kultury Mezoameryki i kwestia "pierwszeństwa"
Wśród badaczy nie została rozstrzygnięta kwestia, czy kultura Olmeków była tą pierwszą – "kulturą-matką", czy jedną z wielu podobnych. Choć niektóre wynalazki zostały dokonane poza Olmanem, to wśród innych kultur nie było osady mogącej się równać wielkością i stopniem skomplikowania struktury społecznej z San Lorenzo. Tu też wszystkie zdobycze cywilizacyjne, tak charakterystyczne dla Mezoameryki, znalazły zastosowanie, nieważne czy powstały na miejscu, czy zostały zaimportowane. Za to wpływy kultury Olmeków można znaleźć w Kotlinie Meksykańskiej, Dolinie Oaxaca, na wybrzeżu Oceanu Spokojnego, w Salwadorrze i Hondurasie.

## Wpływ na późniejsze kultury Mezoameryki
Kultura Olmeków zanikła ok. 400 lat p.n.e. Na jej podstawach rozwinęły się późniejsze kultury tworzone przez mieszkańców Teotihuacanu, Zapoteków, Azteków, Tolteków i Majów, a także kultura epi-olmecka.